# Kurt Fleckenstein

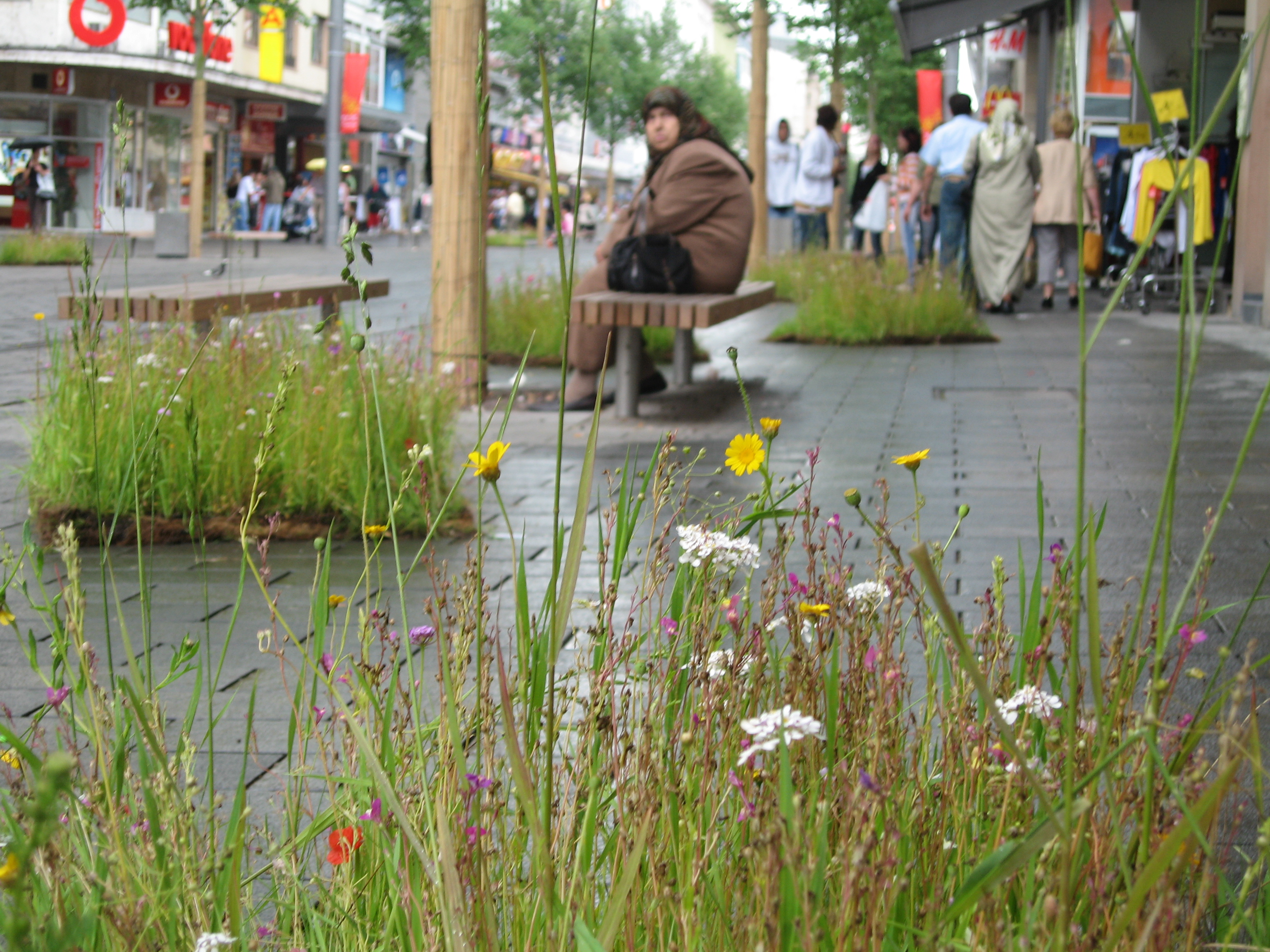
Wiese² in der Mannheimer Innenstadt

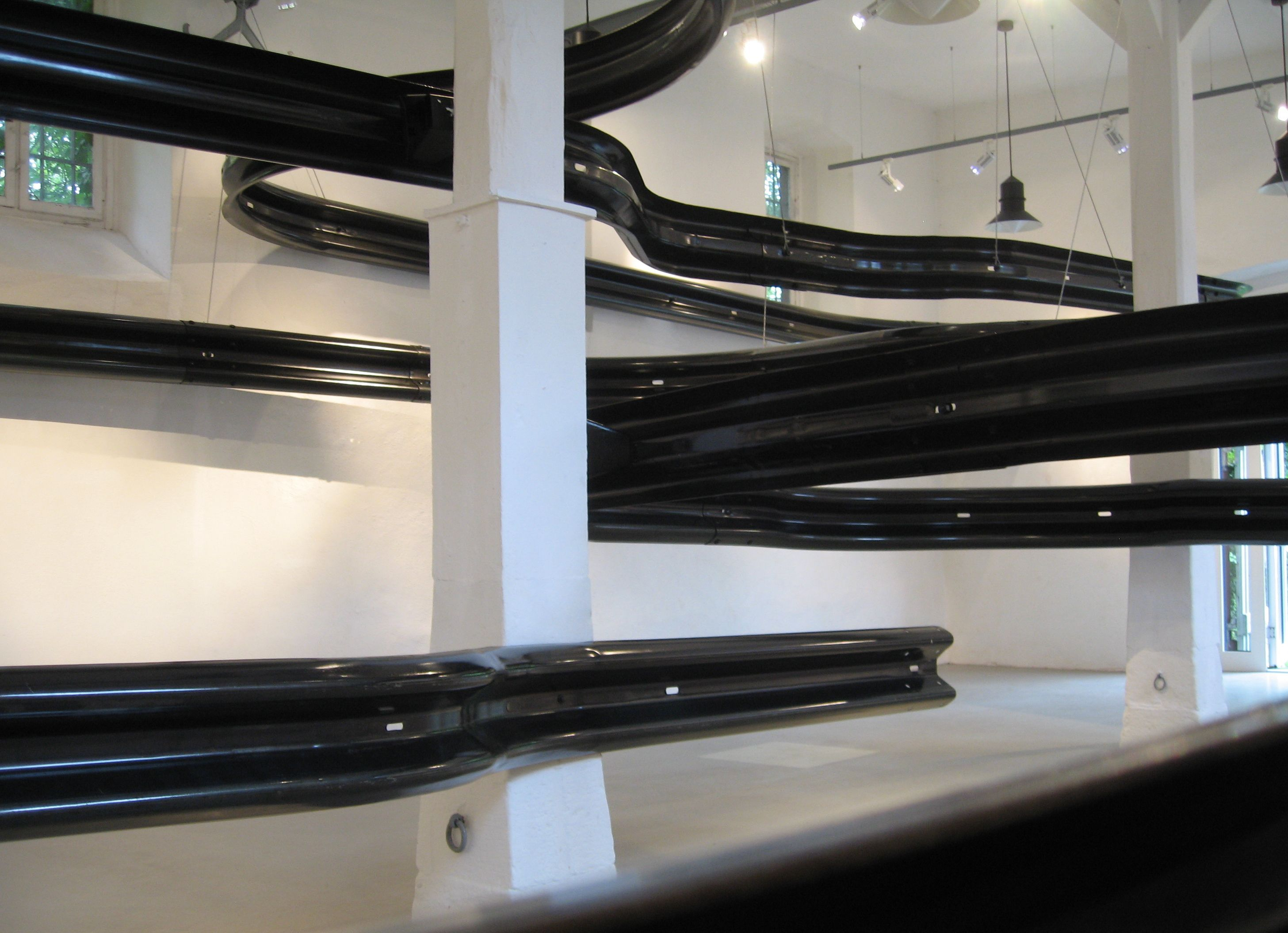
Letzte Ausfahrt, Kunstverein Neckar Odenwald

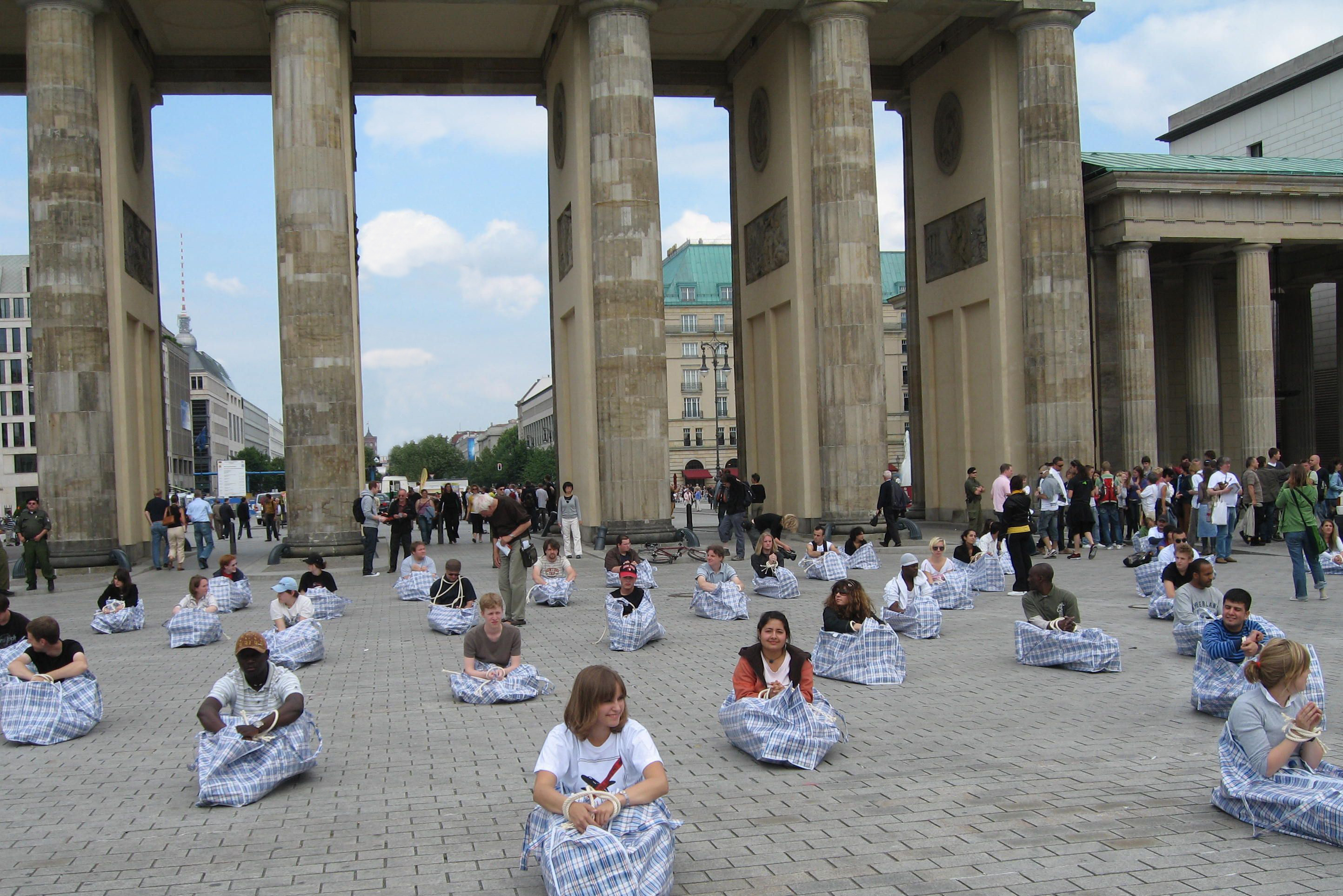
Abgefertigt am Brandenburger Tor

Kurt Fleckenstein (* 5. Dezember 1949 in Heddesheim) ist ein deutscher Landschaftsarchitekt und Land-Art-, Objekt- und Installationskünstler.

## Studium
Fleckenstein studierte Landschaftsarchitektur an der Fachhochschule Weihenstephan, Volkswirtschaft in Mannheim und Regionalwissenschaft an der Universität Karlsruhe (TH). Mit seiner Dissertation zum Dr. rer. pol. an der Universität Kaiserslautern spannte er den fachlichen Bogen zwischen den unterschiedlichen Wissenschaftsdisziplinen.

## Politische Tätigkeit
Politisch aktiv war er in den 1980er Jahren als Mitbegründer der Grünen auf Kreisebene und Mitglied im Kreistag sowie im Raumordnungsverband Rhein-Neckar.

## Forschung und Planung
Mit der Erlangung von Forschungspreisen der Bundesanstalt für Arbeit und der Universität Karlsruhe/Stiftung Sparkasse 1980/1981 begann eine intensive wissenschaftliche Tätigkeit mit über 80 Veröffentlichungen in Büchern und Fachzeitschriften. Schwerpunkt waren Untersuchungen zu raumplanerischen Auswirkungen großräumiger Infrastrukturvorhaben. Für die landschaftsplanerische Einbindung von Infrastrukturtrassen und Bergbauvorhaben sind seine Forschungsergebnisse noch heute Grundlage der Planungspraxis.
Anfang der 1990er Jahre mit der Grenzöffnung nach Osten erfolgte die Gründung von Bürostandorten in Dresden und in Breslau (Wrocław). Damit entstanden Ausgangspunkte für seine grenzüberschreitenden Planungen und Untersuchungen zwischen Deutschland und Polen.

## Hinwendung zur Bildenden Kunst

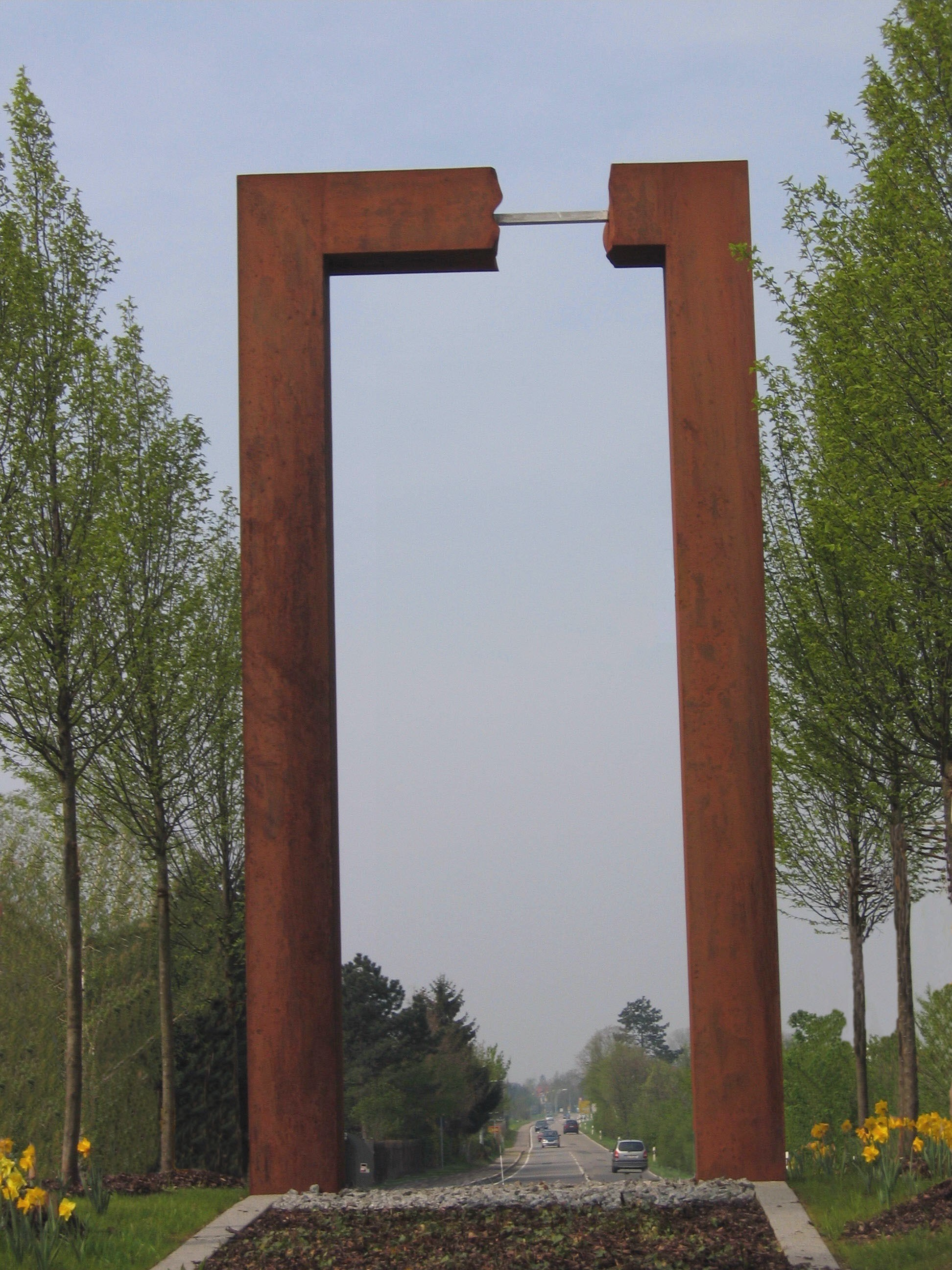
Eingangstor Heddesheim

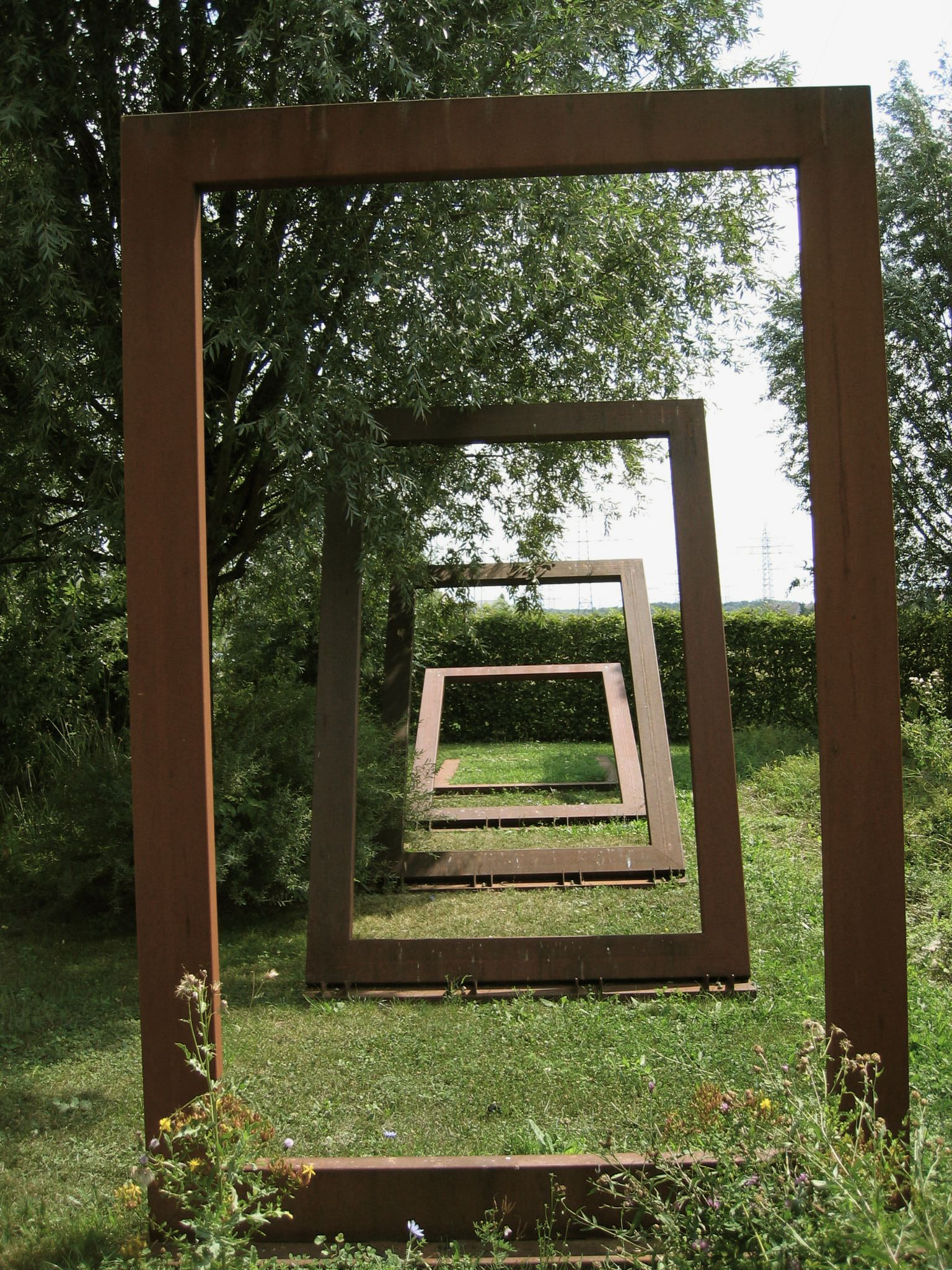
Fallender Rahmen Mannheim

Im Alter von 50 Jahren vollzog er für die Außenstehenden einen vermeintlichen Bruch in seiner Biografie. Er beendete die wissenschaftlich/planerische Tätigkeit, übergab sein Planungsunternehmen mit Standorten in Deutschland/Polen/Österreich und widmete seine ganze Kraft dem künstlerischen Schaffen. Betrachtet man sein Leben jedoch genauer, dann war die neue Schaffensausrichtung kein Bruch. Das Studium der Landschaftsplanung mit den Fächern Kunstgeschichte und künstlerisches Gestalten und seine damaligen Großinstallationen mit Styroporkörpern im Stil des Minimalismus stellten bereits Weichen dar. Die permanente weitere Auseinandersetzung mit dem Thema Landschaft und das Kämpfen um „Das zeitgemäße Landschaftsbild“ war im Grunde beflügelt von dem Wunsch, Räume und Regionen nach künstlerischen Idealen zu „gestalten“.

## Land-Art-Objekte
Vor dem Hintergrund seiner Qualifikation zum Thema Landschaftsbild machen Land-Art-Objekte und Installationen einen wichtigen Teil der jetzigen Arbeiten von Kurt Fleckenstein aus. Seine Objekte setzen sich mit der sie umgebenden Landschaft oder dem Stadtraum auseinander. In Verbindung mit der Natur entstehen dabei starke Begegnungen zwischen den monumentalen, häufig rostfarbenen Objekten und dem in Kontrast stehenden Grün. Das Spiel mit der Schwerkraft ist bei ihm besonders ausgeprägt, wenn Kugeln von einem Hügel zu rollen oder Würfel zu kippen drohen, aber nicht fallen. Er bezieht sich in seiner Kunst auf Positionen des Minimalismus und findet dabei neue Wege. Es geht ihm immer um Reduktion, darum, dass das Kunstwerk ein Ding an sich ist, dass es ist: Es symbolisiert nichts, ist einfach präsent im Kontext seiner Umgebung. Das Stadteingangstor für Breslau/Wrocław sei an dieser Stelle beispielhaft genannt. Ein Quadrat in der Größe von 8 Metern × 8 Metern definiert den Stadtrand und baut gleichzeitig eine Blickbeziehung zur herannahenden Stadt auf. Der Standort und der Kontext zur Umgebung machen die Qualität des Objektes aus. Andere Objekte (Fotomontagen) befinden sich in nahezu unberührten Landschaften. Bei diesen wird das Spannungsverhältnis von Geometrie und purer Natur in ihrer räumlichen Wechselwirkung thematisiert.

## Installationen
Es entspricht wohl seiner gesellschaftskritischen Lebensphilosophie, dass neben den geometrischen Objekten im Landschaftsraum, Installationen mit Themenbezug, bei seinen Werken hinzutreten. In diesen, ganze Räume ausfüllenden Installationen, die der Pop Art oder der Objektkunst zugeordnet werden können, behandelt er kritisch- provozierend Themen des aktuellen Zeitgeschehens. In seiner Installation (Kunst) Fitness mutieren z. B. Langhanteln zu sich bewegenden männlichen Körperteilen. In der Installation Schach – Spiel der Könige besteht das raumgroße Schachfeld aus schwarzen und roten Feldern die mit Blut und Erdöl aufgefüllt sind. Im Sinne von Readymade stellt er Industrieprodukte bei seinen Installationen gerne in einen verfremdeten Kontext um den Betrachter zu irritieren. In der Arbeit Letzte Ausfahrt werden 100 m Leitplanken, wie sie an Straßen zu finden sind, in einer Art Endlosschleife in den Ausstellungsraum integriert. Er ist offen was die Materialien und die Räume angeht, in denen er wirkt. Anlässlich des 400-jährigen Stadtjubiläums in Mannheim hat er über die gesamte Innenstadt die Installation -Wiesenblumen²- aufgebaut. 400 Wiesenquadrate, die vermeintlich aus dem Pflaster wachsen und überall „mitten im Weg“ liegen und auf liebenswerte Weise irritieren. Mehr im Sinne von Aktionskunst ist seine Installation am Brandenburger Tor in Berlin einzuordnen. Unter dem Thema abgefertigt saßen 100 Jugendliche mit verbundenen Händen in typischen Migrantentaschen, um damit künstlerisch auf die Situation der Asylbewerber in Deutschland aufmerksam zu machen. Das Jahr 2009 stand im Zeichen postkommunistischer Gesellschaftsveränderungen. In St. Petersburg, im Museum NONCONFORMIST ART, mit der Ausstellung FREEDOM und in Odessa/Ukraine mit der Installation Hommage an Sergej Eisenstein wurden die Auswirkungen des Transformationsprozesses thematisiert. Im Jahr 2011 fand eine große Einzelausstellung im Museo d’Arte Contemporanea - Villa Croce in Genua statt. Lost in View ist der Titel der Ausstellung, bei der der Besucher durch räumliche Täuschungen seinem eigenen Sehvermögen misstrauen sollte. Auf die Demonstrationen auf dem Majdan in Kiew reagierte er mit einer Intervention im öffentlichen Raum vor dem Museum Kulturspeicher in Würzburg. Dorthin stellte er einen ukrainischen Nahverkehrsbus um auf die Situation in der Ukraine aufmerksam zu machen.
Gesellschaftspolitisch motivierte Installationen und Aktionen im öffentlichen Raum entwickeln in seinem künstlerischen Schaffen zunehmend eine größere Bedeutung. In einem Video an der Fassade des WRO-Art Center in Wrocław 2012, dem Jahr der Fußball-Europameisterschaft, setzte er sich mit der deutschen Vergangenheit auseinander. Thema des Videos waren die Verbrechen bei Babyn Jar in Kiew. Diese wurden auf der Ebene eines  Fußballspiels zwischen nackten Menschen und Spielern mit deutschen Trikots, aufgegriffen und künstlerisch verarbeitet.
Fleckenstein sorgte mit einer Aktion gegen Pegida für ein bundesweites Medienecho. Am 9. Februar 2015, vor der am Abend stattfindenden Montagsdemonstration, legte er 175 muslimische Gebetsteppiche und einen Teppich, auf dem „Ich glaube an Gott – Kurt Fleckenstein“ zu lesen war, aus. Er wollte mit dieser Aktion für mehr Toleranz und Offenheit im Umgang mit Menschen islamischen Glaubens werben. Am Nachmittag wurde die Aktion zwangsweise durch die Dresdner Polizei beendet. Die städtische Straßenreinigung sammelte die Teppiche kurzerhand ein. Im Nachgang erlebte Fleckenstein  nach eigenen Aussagen Anfeindungen in Internet-Kommentaren, und durch an ihn gerichtete E-Mails und Telefonate.

## Identifikation mit Polen

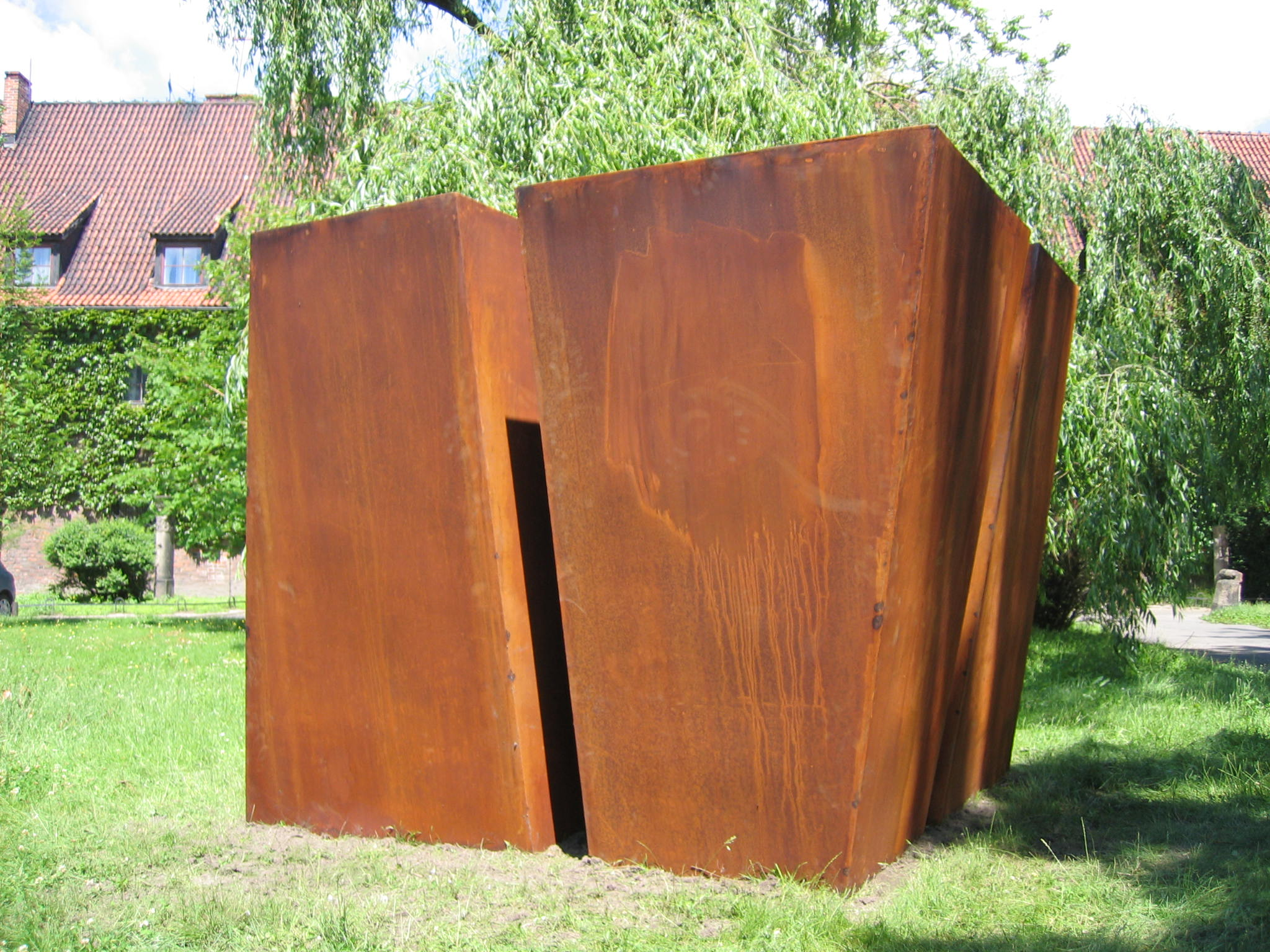
Würfelobjekt, Museum für Architektur

Obwohl keine historischen oder familiären Wurzeln bestehen, hat er sich bereits Anfang der 1990er Jahre der gesellschaftlichen Situation in Polen gewidmet und grenzüberschreitende Kontakte aufgebaut. Dieses Land ist inzwischen zu seiner zweiten Heimat geworden. Ausstellungen und Objekte, insbesondere in Breslau/Wrocław zeugen von seiner Identifikation mit dieser Stadt, deren Kultur und dem polnischen Leben. Aufgrund seiner sprachlichen Integration und seinem polnischen Atelierstandort ist es ihm möglich, sich auch mit kritischen Themen der Situation in Polen auseinanderzusetzen, so z. B. mit den Installationen Wolnosz und Polska droga. Das Jahr 2008 war den Ausstellungen in Polen gewidmet. Diese fanden in den Städten Posen, Stettin, Lublin und Landsberg statt. Sie waren an den Themen „Grenze“ und „new Polish way of life“ ausgerichtet.
Kurt Fleckenstein lebt und arbeitet in Mannheim und Breslau (Wrocław).

## Veröffentlichungen (Auszug)
- K. Fleckenstein, H. P. Kolb, H. Neugebauer: Visualisierung von Veränderungen des Landschaftsbildes im Steine- und Erden-Bergbau. In: Zeitschrift Steinbruch und Sandgrube, Verlagsgesellschaft Grütter, Hannover Heft 10, Okt. 1998, 91. Jahrgang
- K. Fleckenstein, S. Reiß, B. Schwoerer-Böhning: Methoden zur Bewertung von Eingriffen in das Landschaftsbild bei Freileitungen. In: Sonderdruck aus Berichte der ANL 20 (1996), der Bayerischen Akademie für Naturschutz und Landschaftspflege in Laufen
- K. Fleckenstein, H. Helm, R. Kramer: Landschaftsbildbewertung im Rahmen der UVP für Naßauskiesungen. In: Zeitschrift UVP Report 5/95, Dezember 1995
- K. Fleckenstein, W. Rhiem: Umwelt- und Landschaftsplanung für Freileitungen. In: Berichte der ANL Heft 18 (1994), der Bayerischen Akademie für Naturschutz und Landschaftspflege in Laufen
- K. Fleckenstein: Die gesellschaftspolitische Bedeutung des Naturschutzes in der Raum- und Landschaftsplanung - eine kritische Anmerkung zum gegenwärtigen Naturschutzverständnis in Deutschland. In: Festschrift für Hans Kistenmacher, Lehr- und Forschungsgebiet Regional- und Landesplanung, Universität Kaiserslautern 1994

## Aktionen / Installationen / Objekte im öffentlichen Raum (Auswahl)
- Ich glaube an Gott, Anti-Pegida Aktion an der Frauenkirche in Dresden (2015)
- Sonderfahrt, Aktion am Museum im Kulturspeicher Würzburg, Würzburg (2014)
- Installation Hommage an Eisenstein, Museum of Modern Art, Odessa (2009)
- Aktion Ernte Dank am Mainzer Dom, Mainz (2008)
- Aktion Abgefertigt am Brandenburger Tor in Berlin (2007)
- Installation Wiese² zum 400-jährigen Jubiläum der Stadt Mannheim (2007)
- Objekt Welle, Heinrich Vetter Stiftung, Ilvesheim (2007)
- Objekt Stadttor, Stadt Breslau / Wrocław (2006)
- Objekt Würfel Kippend, am Museum für Architektur, Breslau / Wrocław (2006)

Quelle:

## Ausstellungsbeteiligungen (Auswahl)
- Landesgalerie im Traklhaus, 3.500.000, Salzburg (2015)
- Künstlerhaus Dortmund, NO EXIT, Dortmund (2015)
- Künstlervereinigung Maerz, Kooperationsausstellung, Linz (2015)
- Kunstmuseum Solothurn, Ölspur, Solothurn (2013)
- International Art Festival The Level of a Sea, Manege St. Petersburg (2009)
- Humboldt Berlin (Umspannwerk), Icons of Victory – transFORM, Berlin (2009)
- Aktion / Kunst Im Wege stehend, Kunstverein / Schwetzingen (1. Preis 2008)
- Performance Intermedia Festival, Stettin / Szczecin (2008)
- Galerie BWA, Galerie für Zeitgenössische Kunst der Stadt Lublin, (2008)
- Festival WrocławNonStop Breslau/Wrocław (2007)

## Einzelausstellungen (Auswahl)

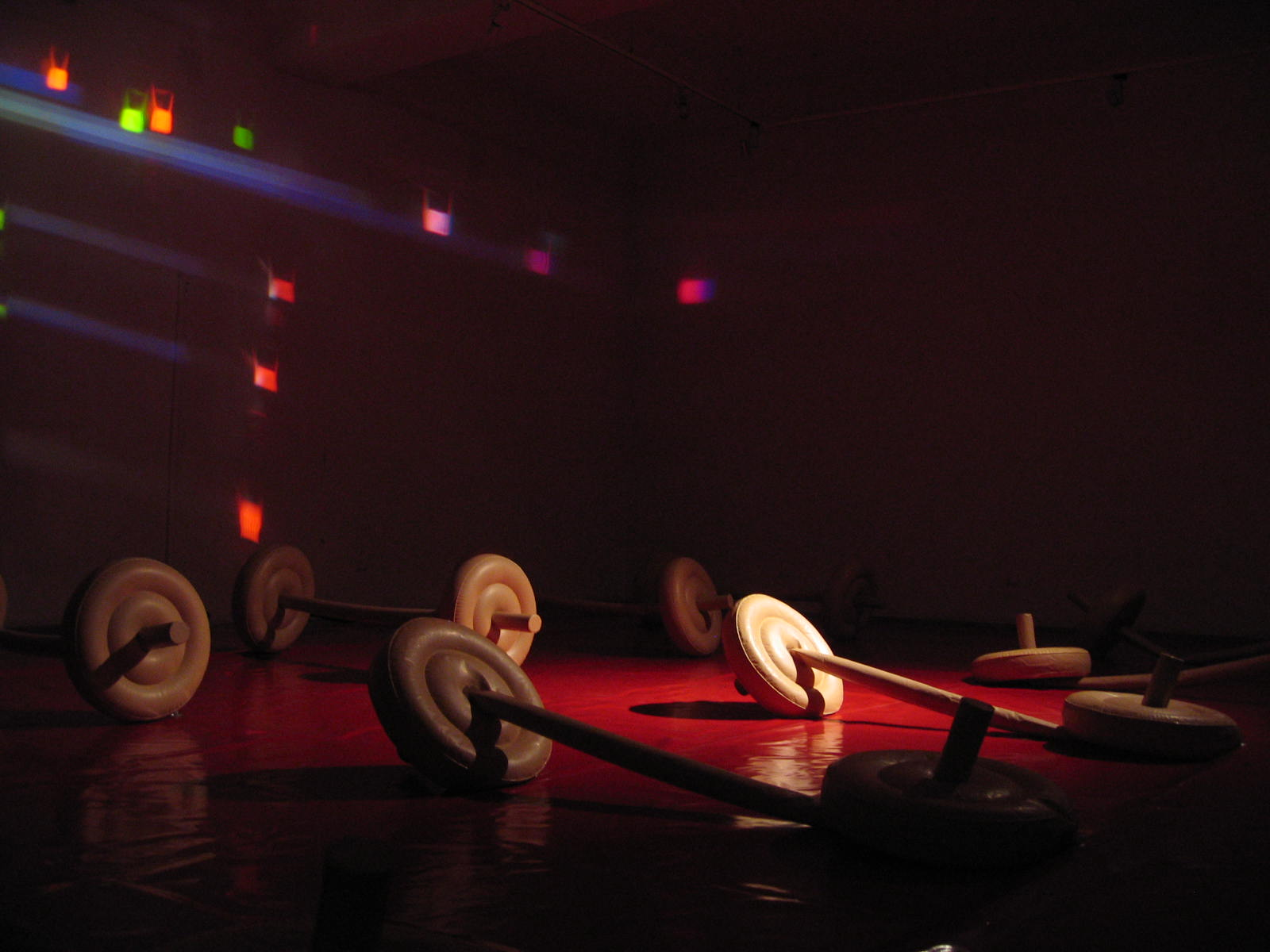
Fitness BWA Galeria Awangarda

- Kunstverein im MIK Museum Ludwigsburg, Ludwigsburg (2014)
- Saarländisches Künstlerhaus, Saarbrücken (2013)
- National Art Museum Ukraine, Kiew (2012)
- WRO Art Center / Zentrum für Medienkunst, Breslau/Wrocław (2012)
- Kunsthalle St. Annen, Lübeck (2012)
- Museo d’Arte Contemporanea - Villa Croce, Genua (2011)
- GB KUNST -Gesellschaft für bildende Kunst e.V, Trier (2011)
- Lavra, Galerie der Stadt Kiew, Kiew (2011)
- Art Hall Gallery Kunstihoone, Tallinn (2010)
- Neuer Kunstverein Regensburg, Regensburg (2010)
- Museum NONCONFORMIST ART, St. Petersburg (2009)
- Galerie BWA, Galeria Awangarda der Stadt Breslau / Wrocław (2006)
- Städtische Galerie Wzgórze Zamkowe, Lubin (2006)
- Galerie des KulturForum Europa, Köln / Vettweiß (2006)
- Museum für Architektur, Breslau / Wrocław (Katalog 2006)